# 達羅環宇海龍
達羅環宇海龍（学名：Cosmocampus darrosanus），为輻鰭魚綱棘背魚目海龍魚科的其中一種，分布於印度西太平洋區，從東非至澳洲昆士蘭及密克羅尼西亞海域，棲息深度可達3公尺，體長可達7.4公分，棲息在珊瑚礁區，卵胎生。